# Крістіан Нуммедаль
Крістіан Нуммедаль (3 листопада 1995 , Норвегія ) — норвезький фристайліст, призер чемпіонату світу та етапів Кубка світу.

## Олімпійські ігри
| Рік  | Місто                     | Слоупстайл | Біг-ейр |
| ---- | ------------------------- | ---------- | ------- |
| 2018 | Пхьончхан, Південна Корея | 28         | Н/Д     |
| 2022 | Пекін, Китай              | 23         | 10      |

## Чемпіонат світу
| Рік  | Місто                  | Слоупстайл | Біг-ейр |
| ---- | ---------------------- | ---------- | ------- |
| 2017 | Сьєрра-Невада, Іспанія | 16         | —       |
| 2021 | Аспен, США             | 43         | 35      |
| 2023 | Бакуріані, Грузія      | 2          |         |

## Кубок світу
| Сезон   | Дата              | Місце проведення         | Дисципліна | Місце |
| ------- | ----------------- | ------------------------ | ---------- | ----- |
| 2013–14 | 22 березня 2014   | Сільваплана, Швейцарія   | слоупстайл | 3     |
| 2016–17 | 24 березня 2017   | Восс, Норвегія           | біг-ейр    | 1     |
| 2017–18 | 1 грудня 2017     | Менхенгладбах, Німеччина | біг-ейр    | 1     |
| 2017–18 | 24 березня 2018   | Квебек, Канада           | біг-ейр    | 1     |
| 2020–21 | 21 листопада 2020 | Штубайталь, Австрія      | слоупстайл | 2     |

Оновлення 19 лютого 2023.